# オリバー・オルテガ
オリバー・オルテガ（Oliver Ortega、1996年10月2日 - ）は、ドミニカ共和国出身のプロ野球選手（投手）。右投右打。MLBのニューヨーク・メッツ傘下所属。

## 経歴

### プロ入りとエンゼルス時代
2015年2月10日にアマチュア・フリーエージェントでロサンゼルス・エンゼルスと契約した。この年はルーキー級ドミニカン・サマーリーグ・エンゼルスでプレーし、43.2回を投げて1勝3敗、防御率は4.33だった。。
2016年はルーキー級アリゾナリーグ・エンゼルスでプレーし、28.2回を投げて2勝3敗、防御率は2.83だった。
2017年は故障のため全休した。
2018年はA級バーリントン・ビーズでプレーし、82回を投げて4勝5敗、防御率は3.51だった 。
2019年はA+級インランドエンパイア・66ersとAA級ロケットシティ・トラッシュパンダズでプレーし、111回を投げて4勝8敗、135奪三振、防御率は4.14だった 。
2021年はAA級ロケットシティ・トラッシュパンダズとAAA級ソルトレイク・ビーズで合計34試合に登板し、2勝3敗5セーブ1ホールド、防御率5.48の成績を残し、9月1日にメジャー契約を結んでアクティブ・ロースター入りした。9月8日のサンディエゴ・パドレス戦でメジャーデビューを果たした 。
2022年は開幕からロースター入りを果たす。序盤は安定した投球が続きセットアッパーを任されることもあったが、中盤以降は成績が悪化。6月12日に傘下のAAA級ソルトレイク・ビーズに降格した。オフの12月22日、ブランドン・ドルーリーの加入に伴い、DFAとなった。

### ツインズ時代
2023年1月6日にウェイバー公示を経てミネソタ・ツインズへ移籍した。1月10日にDFAとなり、1月16日にマイナー契約を結び直してAAA級セントポール・セインツに送られた。6月20日にメジャー契約を結んでアクティブ・ロースター入りした。しかし、7月26日にAAA級セントポールに降格した。以降、8月20日までは昇格と降格を交互に繰り返していたが、24日に左腰椎を捻挫した為、15日間の故障者リスト入りし、28日にベイリー・オーバーとコディ・ファンダーバークを復帰させることに伴い、60日間に移行した。

### アストロズ傘下時代
2023年オフの10月25日にウェイバー公示を経てヒューストン・アストロズに移籍した。移籍後は11月6日にルール・ファイブ・ドラフトでの流出を防ぐ為にアクティブ・ロースター入りした。
2024年開幕前の3月28日に右肘を手術した為、15日間の故障者リスト入りし、4月9日に60日間に移行した。その後も怪我に泣かされ、この年メジャーでの登板は無しに終わった。オフの11月4日にAAA級シュガーランド・スペースカウボーイズに配属された。

### メッツ傘下時代
2024年12月8日にニューヨーク・メッツとマイナー契約を結び、翌2025年のスプリングトレーニングに招待選手として参加することになった。

## 選手としての特徴
| 球種         | 割合 | 平均球速 | 平均球速 | 最高球速 | 最高球速 |
| 球種         | %    | mph      | km/h     | mph      | km/h     |
| フォーシーム | 55.4 | 96.6     | 155.5    | 98.6     | 158.7    |
| カーブ       | 44.6 | 82.7     | 133.1    | 84.7     | 136.3    |

最速98.6mph（約158.7km/h）、平均96.6mph（約155.5km/h）のフォーシームとカーブで翻弄する。

## 詳細情報

### 年度別投手成績
| 年 度    | 球 団    | 登 板 | 先 発 | 完 投 | 完 封 | 無 四 球 | 勝 利 | 敗 戦 | セ 丨 ブ | ホ 丨 ル ド | 勝 率 | 打 者 | 投 球 回 | 被 安 打 | 被 本 塁 打 | 与 四 球 | 敬 遠 | 与 死 球 | 奪 三 振 | 暴 投 | ボ 丨 ク | 失 点 | 自 責 点 | 防 御 率 | W H I P |
| -------- | -------- | ----- | ----- | ----- | ----- | -------- | ----- | ----- | -------- | ----------- | ----- | ----- | -------- | -------- | ----------- | -------- | ----- | -------- | -------- | ----- | -------- | ----- | -------- | -------- | ------- |
| 2021     | LAA      | 8     | 0     | 0     | 0     | 0        | 1     | 0     | 0        | 0           | 1.000 | 39    | 9.1      | 12       | 1           | 2        | 0     | 1        | 4        | 0     | 1        | 5     | 5        | 4.82     | 1.50    |
| 2022     | LAA      | 27    | 0     | 0     | 0     | 0        | 1     | 3     | 1        | 5           | .250  | 148   | 34.0     | 32       | 5           | 18       | 0     | 1        | 33       | 5     | 0        | 18    | 14       | 3.71     | 1.47    |
| 2023     | MIN      | 10    | 0     | 0     | 0     | 0        | 0     | 1     | 0        | 1           | .000  | 63    | 14.2     | 11       | 2           | 7        | 0     | 1        | 14       | 1     | 0        | 7     | 7        | 4.30     | 1.23    |
| MLB：3年 | MLB：3年 | 45    | 0     | 0     | 0     | 0        | 2     | 4     | 1        | 6           | .333  | 250   | 58.0     | 55       | 8           | 27       | 0     | 3        | 51       | 6     | 1        | 30    | 26       | 4.03     | 1.41    |

- 2024年度シーズン終了時

### 年度別打撃成績
| 年 度    | 球 団    | 試 合 | 打 席 | 打 数 | 得 点 | 安 打 | 二 塁 打 | 三 塁 打 | 本 塁 打 | 塁 打 | 打 点 | 盗 塁 | 盗 塁 死 | 犠 打 | 犠 飛 | 四 球 | 敬 遠 | 死 球 | 三 振 | 併 殺 打 | 打 率 | 出 塁 率 | 長 打 率 | O P S |
| -------- | -------- | ----- | ----- | ----- | ----- | ----- | -------- | -------- | -------- | ----- | ----- | ----- | -------- | ----- | ----- | ----- | ----- | ----- | ----- | -------- | ----- | -------- | -------- | ----- |
| 2021     | LAA      | 8     | 0     | 0     | 0     | 0     | 0        | 0        | 0        | 0     | 0     | 0     | 0        | 0     | 0     | 0     | 0     | 0     | 0     | 0        | .000  | .000     | .000     | .000  |
| MLB：1年 | MLB：1年 | 8     | 0     | 0     | 0     | 0     | 0        | 0        | 0        | 0     | 0     | 0     | 0        | 0     | 0     | 0     | 0     | 0     | 0     | 0        | .000  | .000     | .000     | .000  |

- 2024年度シーズン終了時

### 年度別守備成績
| 年 度 | 球 団 | 投手（P） | 投手（P） | 投手（P） | 投手（P） | 投手（P） | 投手（P） |
| 年 度 | 球 団 | 試 合     | 刺 殺     | 補 殺     | 失 策     | 併 殺     | 守 備 率  |
| ----- | ----- | --------- | --------- | --------- | --------- | --------- | --------- |
| 2021  | LAA   | 8         | 1         | 1         | 0         | 0         | 1.000     |
| 2022  | LAA   | 27        | 1         | 2         | 0         | 0         | 1.000     |
| 2023  | MIN   | 10        | 0         | 2         | 0         | 0         | 1.000     |
| MLB   | MLB   | 45        | 2         | 5         | 0         | 0         | 1.000     |

- 2023年度シーズン終了時

### 背番号
- 62（2021年 - 2023年）